# 本山敦
本山 敦（もとやま あつし、1964年 - ）は、日本の法学者（民法・家族法）。立命館大学法学部教授、京都家庭裁判所家事調停委員、法務省司法試験考査委員。

## 人物・経歴
東京都出身。1987年学習院大学文学部哲学科卒業。学部では美学・美術史専攻で（卒業論文はウジェーヌ・ドラクロワ「民衆を導く自由の女神」についてであった）、卒業後民間企業に勤務したことをきっかけに初めて法律学に触れるようになったという、法学者としては珍しい経歴を持つ。
1997年横浜国立大学大学院国際経済法学研究科経済関係法専攻修士課程修了、修士（国際経済法学） 。1999年学習院大学大学院法学研究科法律学専攻博士課程後期課程中退、愛知大学法学部専任講師。2001年愛知大学法学部助教授。2003年立命館大学法学部助教授。2006年立命館大学法学部教授。2007年立命館大学法学部副学部長。京都家庭裁判所家事調停委員、法務省司法試験考査委員、司法試験予備試験考査委員なども務めた。専門は、親族法・相続法。

## 著書
- 『家族法の歩き方』日本評論社 2009年
- 『親族・相続』（前田陽一,浦野由紀子と共著）有斐閣 2010年
- 『親権法の比較研究』（床谷文雄と共編）日本評論社 2014年
- 『民法の未来 : 野村豊弘先生古稀記念論文集』（能見善久, 岡孝, 樋口範雄, 大塚直, 沖野眞已, 中山信弘と共編）商事法務 2014年
- 『家族法』（青竹美佳, 羽生香織, 水野貴浩と共著）日本評論社 2015年
- 『民事責任の法理 : 円谷峻先生古稀祝賀論文集』（滝沢昌彦, 工藤祐巌, 松尾弘, 北居功, 住田英穂, 武川幸嗣, 中村肇と共編）成文堂 2015年
- 『新実務家のための税務相談 民法編』（三木義一監修,伊川正樹と共編）有斐閣 2017年